# Robert de Waurin
Pour les articles homonymes, voir Marquis Robert de Wavrin.
Robert de Wavrin (parfois typographié "Waurin" dans les anciens documents), seigneur de Saint-Venant, maréchal de France. Il est issu de l'ancienne Maison de Wavrin, une des plus vieilles familles du comté de Flandre.

## Biographie
Robert de Wavrin servit sous Philippe VI de Valois de 1325 à 1328.
Il fit partie en 1337 de l’assemblée de la noblesse de Picardie.
En 1344, il conduisit avec Charles Ier sire de Montmorency l’armée que Jean de France, duc de Normandie, mena en Bretagne. Il fut fait maréchal de France en novembre de cette même année après la mort de Mathieu III de Trie.
En 1345, il accompagna Charles Ier de Montmorency en Guyenne, pour combattre le comte de Derby.
Il prit part à la bataille de Crécy, le 26 août 1346 où il conduisait l'avant-garde.
En 1347, lors du siège de Calais, Robert de Wavrin est envoyé par le roi Philippe VI pour évaluer les défenses anglaises et flamandes. Celles-ci étant trop bien retranchées, le roi l'envoya proposer à Édouard III de livrer bataille rangée. Le roi d'Angleterre ayant refusé, l'armée française se retira et Calais n'eut d'autre choix que de se rendre quelques jours plus tard.
Selon Froissart, il commanda l’armée royale en 1346. Le fait est également confirmé par le père Anselme qui en donne une biographie,.
En 1348, Robert de Wavrin se démit de sa charge. il resta néanmoins régulièrement au service du roi. Ainsi, en 1355, il servit en Picardie sous le maréchal d’Audeneham.
Il mourut en 1360.

## Armoiries
D'azur, à l'écusson d'argent, au lambel de gueules à trois pendants, brochant sur-le-tout. Cimier : Une tête de bœuf de sable, accornée d'or, issante d'une couronne du même.